# Yuchuxiang (ort i Kina, Shaanxi, lat 34,51, long 109,06)
Yuchuxiang är en ort i Kina. Den ligger i provinsen Shaanxi, i den nordvästra delen av landet, omkring 30 kilometer nordost om provinshuvudstaden Xi'an. Antalet invånare är 19 178. Befolkningen består av 9 487 kvinnor och 9 691 män. Barn under 15 år utgör 14,0 %, vuxna 15-64 år 76 %, och äldre över 65 år 9,0 %.
Runt Yuchuxiang är det mycket tätbefolkat, med 2 521 invånare per kvadratkilometer. Närmaste större samhälle är Lintong, 19,9 km sydost om Yuchuxiang. Trakten runt Yuchuxiang består till största delen av jordbruksmark.
Genomsnittlig årsnederbörd är 688 millimeter. Den regnigaste månaden är september, med i genomsnitt 143 mm nederbörd, och den torraste är januari, med 4 mm nederbörd.